# فيراري دايتونا
فيراري دايتونا (بالإيطالية: Ferrari Daytona)‏ ، هي سيارة رياضية صممها شركة فيراري الإيطالية، بدأت إصدارها عام 1968 ، وتوقفت إصدارها عام 1973 .

## التسمية
فيراري دايتونا اسم غير رسمي وهي اسم شائع، واسمها الحقيقي فيراري 365 جي تي بي/4 (بالإنجليزية: Ferrari 365 GTB/4)‏.

## معرض صور

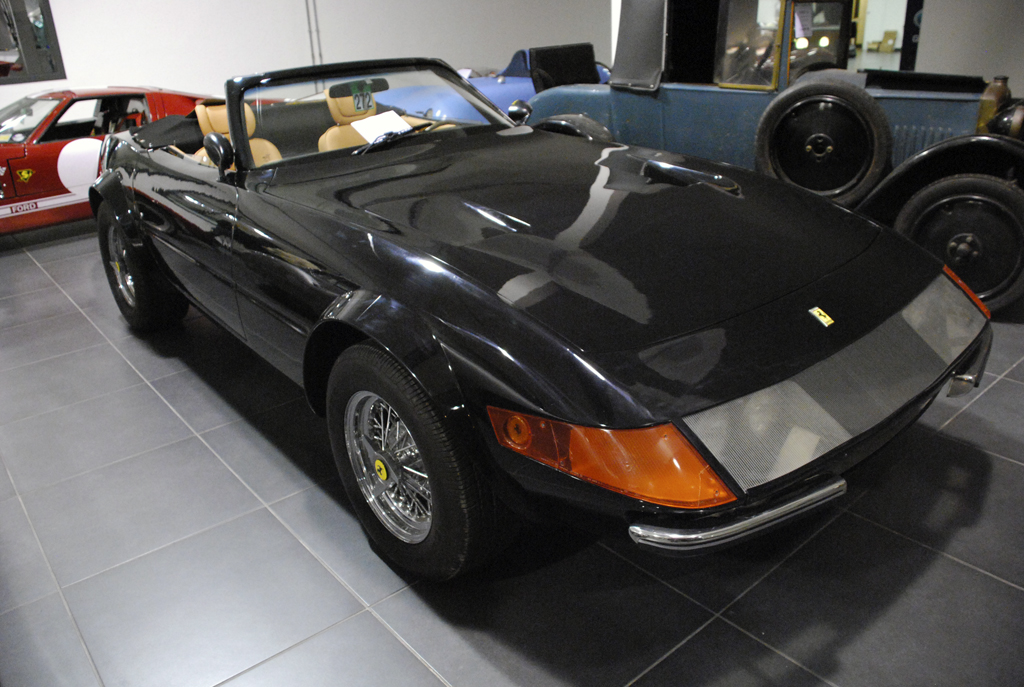
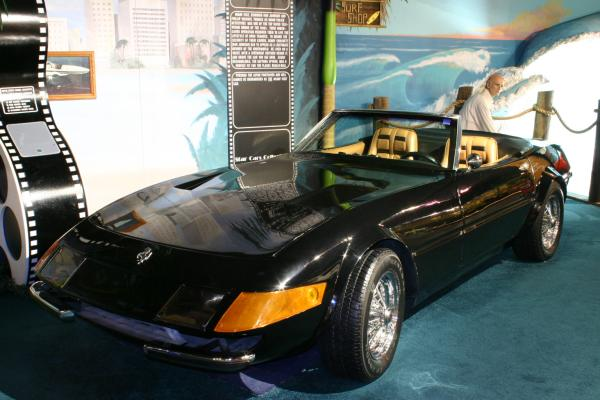
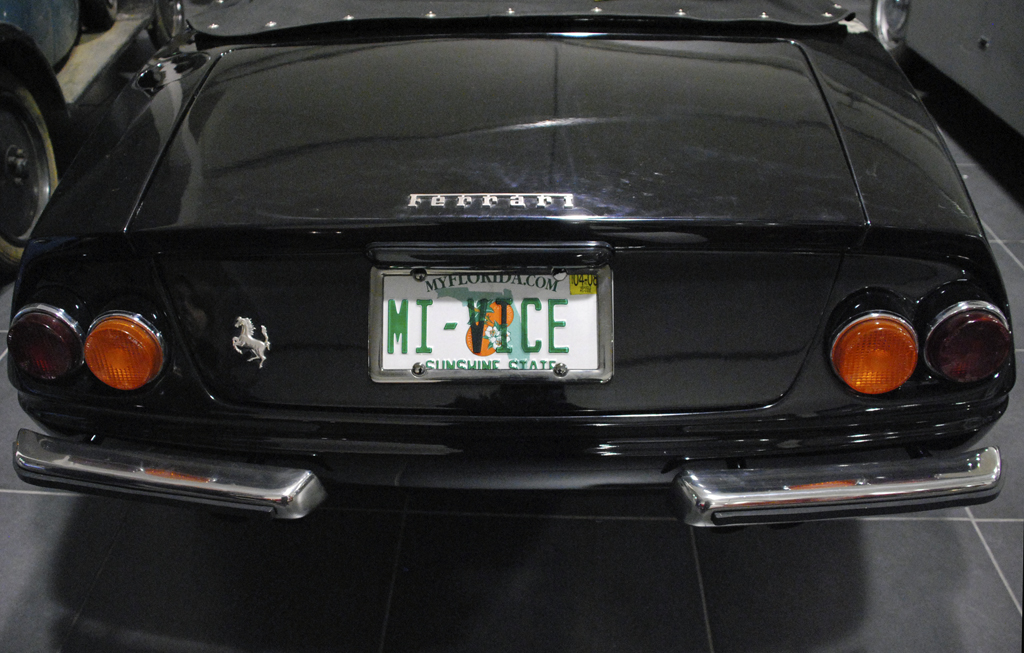
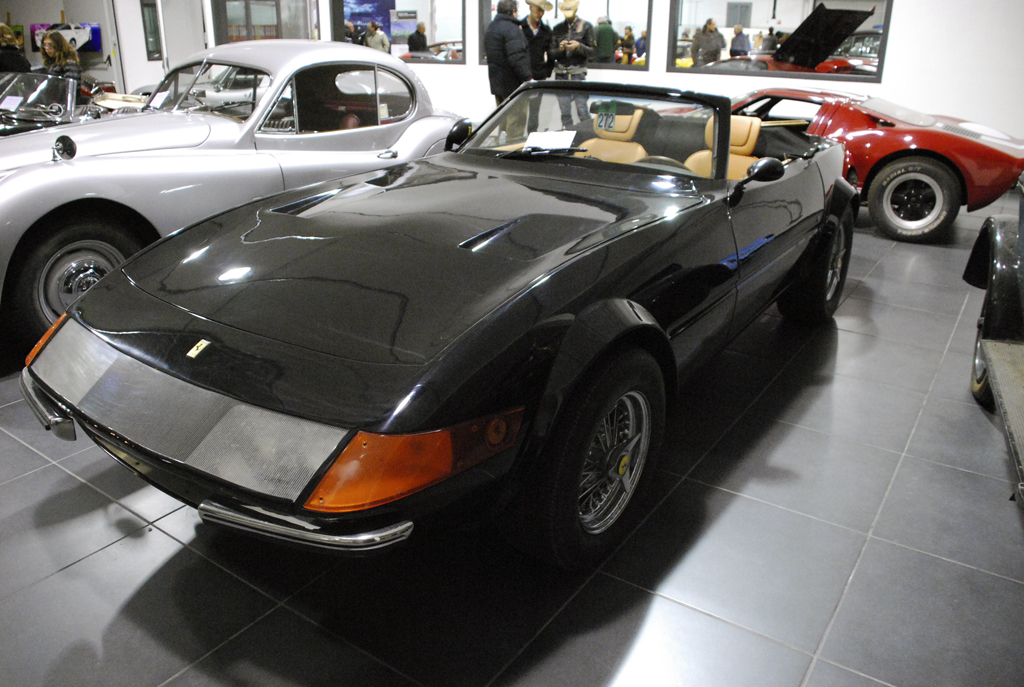